# Heatseekers Albums
Heatseekers Albums (укр. Альбоми — шукачі тепла) — тижневий американський хіт-парад альбомів артистів, що ніколи не потрапляли до верхівок хіт-парадів, який публікується в часописі «Білборд» починаючи з 1991 року.
Хіт-парад Heatseekers вперше з'явився в журналі Billboard 26 жовтня 1991 року. Альбоми в чарті ранжувались за кількістю продажів за тиждень, як у провідних хіт-парадах Billboard 200 та Top Country Songs. До списку, що складався з 40 позицій, додавались альбоми виконавців, які жодного разу ще не потрапляли до 100 кращих альбомів у головному чарті Billboard 200, 25 кращих у чартах R&B або кантрі-музики, або до 5 кращих в чартах інших жанрів. Створюючи цей хіт-парад, в журналі ставили за мету привернути увагу до нових та зростаючих артистів США. Окрім загального національного рейтингу, який вперше очолив репер Scarface з альбомом Mr. Scarface Is Back, в журналі публікували «шукачів тепла» з кожного з восьми регіонів США.
В 1994 році критерії входження артистів до чарту було змінено. Єдиною умовою залишилось те, що альбоми виконавця не потрапляли раніше до верхньої сотні Billboard 200, безвідносно його показників в жанрових чартах. Оглядач Billboard Керрі Борзілло також підрахував, що за останній рік рейтинг Heatseekers допоміг 40 виконавцям піднятись високо в основному чарті Billboard 200 або жанрових чартах. Серед таких виконавців — Inner Circle, Radiohead, Gin Blossoms, Blind Melon, Rage Against the Machine, The Crannberries та багато інших.
Протягом наступних років чарт змінив назву на Top Heatseekers. Починаючи з 18 липня 2009 року, на доданок до нього було започатковано пісенний чарт-компаньйон Heatseekers Songs, а альбомний чарт отримав назву Heatseekers Albums. Списки альбомів «шукачів тепла», пісень та альбомів, популярних в регіонах, співіснували до листопада 2014 року. Починаючи з 13 грудня 2014 року з них залишився лише оригінальний хіт-парад Heatseekers Albums, а кількість позицій в ньому скоротилась з 50 до 25-ти.